# فيت (برنامج)
فيت  (بالإنجليزية: FET)‏ هو برنامج حر ومفتوح المصدر لادارة الجدول المدرسي وجدولته تلقائيا، ينفع للمدرسة أو الجامعة. تمت كتابة FET بلغة C ++ باستخدام إطار عمل تطبيق Qt عبر الأنظمة الأساسية .
ترمز FET إلى «الجدول الزمني التطوري المجاني» ؛ نظرًا لأنه لم يعد تطوريًا، يمكن للحرف E في المنتصف أن يمثل أي شيء يفضله المستخدم. 
تتوفر إصدارات مخصصة من FET لمجموعة متنوعة من الظروف الخاصة.  تتضمن الإصدارات المخصصة تلك المصممة للنظام المدرسي المغربي، ونظام المدارس الجزائري، وإصدار يدعم التخطيط للجداول الزمنية (شائعة الاستخدام في مدارس أمريكا الشمالية والبكالوريا الدولية ).

## ميزات
- مترجم إلى العديد من اللغات، ومنها العربية [5]
- خوارزمية توليد آلية بالكامل، تسمح أيضًا بالتخصيص شبه التلقائي أو اليدوي .
- التنفيذ المستقل للمنصة.
- تنسيق XML المعياري المرن لملف الإدخال.
- الاستيراد / التصدير من تنسيق CSV.
- يتم تصدير الجداول الزمنية الناتجة إلى تنسيقات HTML و XML و CSV .

## روابط خارجية
- الموقع الإلكتروني